# Szabó Zoltán (író)

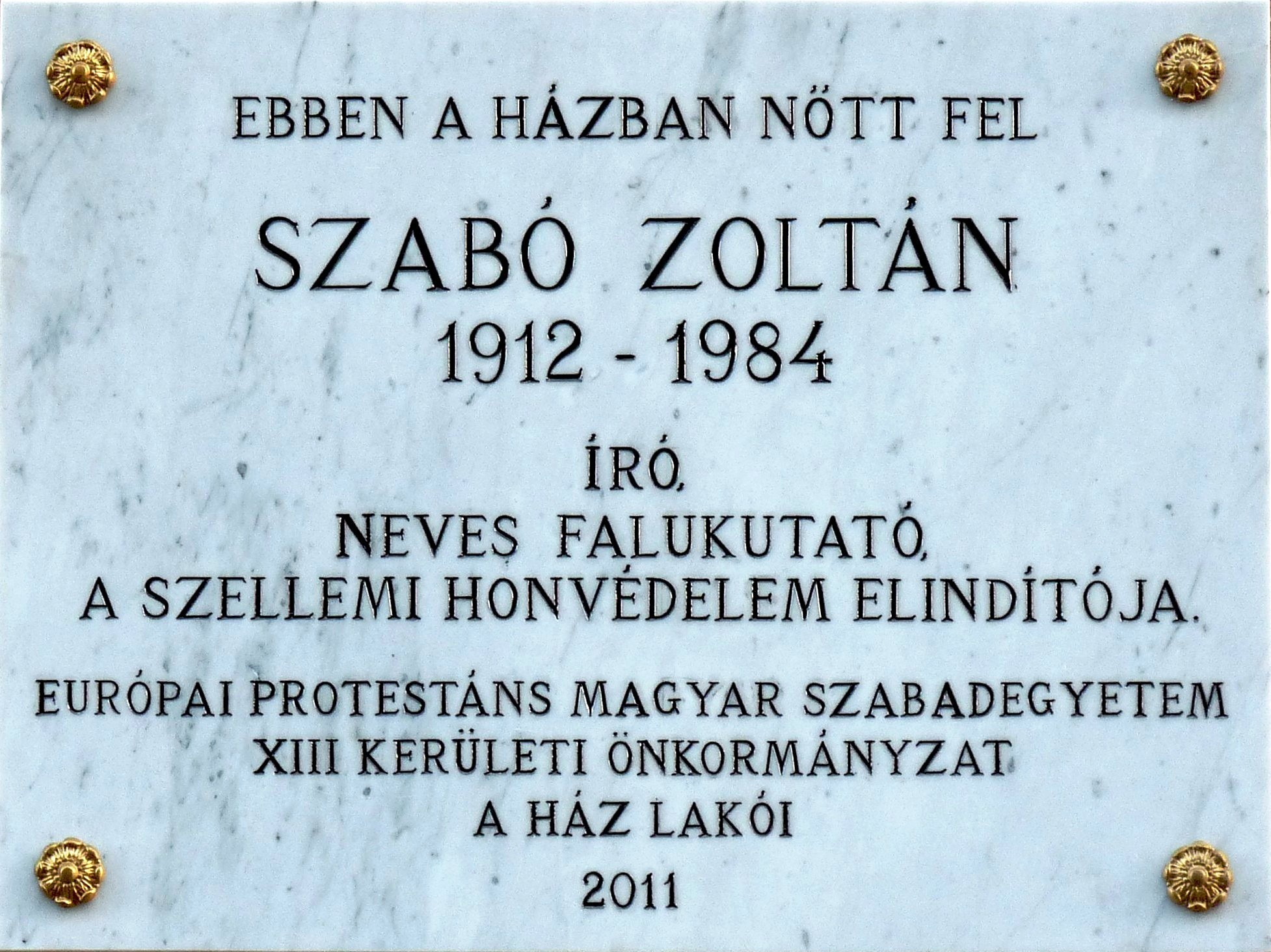
Szabó Zoltán emléktáblája gyermekkori lakhelyén (Budapest XIII. ker., Visegrádi u. 43–45.)

Szabó Zoltán (Budapest, 1912. június 5. – Vannes, 1984. augusztus 19.) Baumgarten-díjas magyar író, falukutató, publicista, lap- és könyvszerkesztő, a szociográfiai irodalom klasszikusa, A tardi helyzet és a Cifra nyomorúság című művek szerzője. A Magyar Nemzet munkatársaként, 1939 nyarán „Szellemi Honvédelem” elnevezéssel mozgalmat hirdetett a nemzetiszocialista és nyilas befolyás ellen. 1949-től haláláig nyugat-európai emigrációban élt és dolgozott.

## Ifjú évei
Szabó Zoltán felmenői Beregsurányból érkeztek Pestre, dédapja „közrendű”, azaz földműves, nagyapja mozdonyvezető, apja pedig a MÁV üzemi mérnöke volt. Édesanyját Hauser Ilonának hívták.
Középiskolai tanulmányait 1922 és 1930 között végezte a Budapesti Kegyestanítórendi Főgimnáziumban, ahol közvetlen osztálytársa volt Ottlik Géza, évfolyamtársa Boldizsár Iván, Örkény István és Thurzó Gábor. Tanára Sík Sándor volt, akinek hatására útja a cserkészmozgalomhoz vezetett, melynek öregcserkészként érettségi után is tagja maradt. 1930–31-ben gépészmérnök-hallgató volt a Műegyetemen, majd intézményt váltott: 1931–1933 között előbb a Pázmány Péter Tudományegyetemen bölcsészkarán folytatott tanulmányokat, ahol főleg francia nyelvet, de közben angolt és latint is tanult, majd az állam- és jogtudományi fakultáson hallgatott előadásokat (különösen a jogfilozófia érdekelte), de oklevelet nem szerzett.

## Szociográfiai és újságírói munkája

### Falukutatás
1932-ben kamasz gimnazista kori barátaival, Boldizsár Ivánnal, Hegedüs Gézával és Rónai Mihály Andrással folyóiratot indított Névtelen Jegyző címmel. A mindössze öt számot élt lapban olyan szerzők jelentek meg első alkalommal, mint Weöres Sándor, Vándor Lajos, Örkény István, Hollós Korvin Lajos és Thurzó Gábor, de megtisztelték őket írásaikkal Karinthy Frigyes, Tersánszky Józsi Jenő, Szabó Lőrinc és Illyés Gyula is. Szabó maga is versekkel kezdte irodalmi munkásságát: a lap köré gyűlt költők úgy ítélték meg, hogy körükben ő a legjobb, legnagyobb reményű költő. 1934-ben bekerült Kárpáti Aurél Uj magyar líra című antológiájába is. A Vajda János Társaság tagja volt.
1933-ban Sík Sándor támogatásával, Boldizsár Ivánnal együtt megalapította a Fiatal Magyarság Szociográfiai Munkaközösségét és annak folyóiratát Fiatal Magyarság címmel. A szervezet, amelynek vezetője lett, cserkésztáborozások keretében végzett falukutatásokat Tihanyban, a Sárközben és Kőteleken. Részben ezek eredményeit közölték folyóiratuk 1934. novemberi, szociográfiai számában. Szabót azonban nem elégítette ki az eredmény. A kérdőíves felmérést, a cserkészek regöléseit, falujárásait hasznosnak tartotta ugyan, de felületesnek, nem rendszerszerűnek, tudatos megismerésre alkalmatlan tevékenységnek találta.
1934-ben szociográfiai tanulmányúton vett részt a sziléziai Kesseldorfban és a Bécs melletti Marienthalban. Előadásokat tartott Budapesten, Egerben, szemináriumot szervezett Sárospatakon, majd Tardon végzett szociográfiai felmérést. A felmérés első eredményével megnyerte a Magyar Társaság és Falukutató Intézet monográfiapályázatát. Az elkészült végleges szociográfiai felvétel A tardi helyzet címmel jelent meg 1936-ban, a Szolgálat és Írás című könyvsorozat első műveként. A falukutató irodalom első, nagy feltűnést keltett terméke egy csapásra elismertté tette.
Időközben – miután egy konferencián összeismerkedett Dimitrie Gusti román professzorral – 1935-ben Németh Lászlóval, Keresztury Dezsővel és Boldizsár Ivánnal Romániába utazott az ott folyó falukutatási módszerek tanulmányozására.

### Lapszerkesztés, közéleti szerepvállalás
A népi írók Válasz című folyóiratának rendszeres szerzője, majd 1937-től szerkesztőbizottsági tagja. Részt vett a Márciusi Front előkészítésében, 1937. március 15-én jelen volt annak megalakulásánál; nevét adta az alapító dokumentumhoz. 1938 tavaszától a Franklin Társulat kiadói lektora, a Reggel munkatársa, és a Belügyminisztérium felkérésére szociális tanácsadó Bihar vármegyében. Ugyanebben az évben jelent meg második szociográfiája Cifra nyomorúság címmel a „Magyarország felfedezése” sorozatban. Amikor Féja Gézát ugyanezen sorozatban megjelent Viharsarokja miatt nemzetgyalázás címén perbe fogták, s Kovács Imre ellen is eljárást indítottak, 1937 novemberében a kor szellemi elitjével együtt Szabó is határozottan, nevét vállalva kiállt mellettük – e szerepvállalását később maga is különösen hangsúlyosnak tartotta. 1938-ban egyike azon írók, művészek, tudósok és arisztokraták 59 fős csoportjának, akik közös petícióban tiltakoztak az első zsidótörvény ellen.
1939. január 18-án Baumgarten-díjban részesült. Pethő Sándor főszerkesztő felkérésére a Magyar Nemzet munkatársa lett, 1939 áprilisától önálló rovatot vezetett a lap hasábjain; 1941-től 1944 márciusáig pedig irodalmi szerkesztő. Munkásságával a kezdetektől fogva a nemzet „szellemi honvédelmét”, ellenállását kívánta erősíteni az országot fenyegető nemzetiszocialista és nyilas befolyás ellen. E célt szolgálta a magyar szellemi élet ellenálló erőinek együttes fellépésére szánt évkönyve, A szellemi honvédelem naptára is. 1940-ben a Magyar Nemzet általa vezetett „Szellemi Honvédelem” című rovatát a cenzúra ellehetetlenítette. Szabónak többször is bíróság elé kellett állnia a hazai valóság kendőzetlen, igaz képének bemutatása miatt.
Magyarok Könyvtára címmel „nemes ponyva” sorozatot indított, melyben a népi írók legjobbjait (Illyés Gyula, Féja Géza, Ortutay Gyula, Erdei Ferenc) jelentette meg. E sorozat második köteteként adta ki a „szellemi honvédelem” alapeszméjét tartalmazó munkáját Két pogány közt címmel.
1939-ben ösztöndíjat kapott a Francia Köztársaságtól. Decemberben utazott ki Párizsba, ahol tanulmányai mellett lapjának hivatalosan akkreditált sajtótudósítójaként is tevékenykedett. Itt élte meg június elején a német támadást és Párizs elestét. Szabó Zoltán nem maradt a megszállt városban, Bordeaux-n át a francia Riviérára utazott, majd onnan novemberben Svájcon, Olaszországon és Jugoszlávián keresztül tért haza. Élményeit, tapasztalatait Összeomlás címmel jelentette meg, melyből előzetesen részletet közölt a Nyugat.
1942-ben megjelent Szerelmes földrajz című munkája a Nyugat kiadásában, melyért a következő évben a Magyar Tudományos Akadémia Kőrössy Flóra-jutalomdíjban részesítette.
1940-ben Budapesten ismerkedett össze Bibó Istvánnal, akivel szoros barátságot kötöttek. A háború alatt mindketten tagjai lettek annak az Odescalchiné Andrássy Klára által szervezett szűk körű hazai antifasiszta ellenállásnak, amelyben többek között Boldizsár Iván, Erdei Ferenc, Kovács Imre, Ortutay Gyula és Szegedy-Maszák Aladár vett részt.
Magyarország 1944. március 19-i német megszállásakor – letartóztatását megelőzendő – elhagyta Gül Baba utcai lakását, és illegalitásba vonult. Egy ideig anyja diósdi házában húzódott meg, majd a nyilas puccs után Parád környékén, a Mátra erdőiben bujdosott. 1945. január elején Debrecenbe ment, hogy segítse az Ideiglenes Nemzeti Kormány munkáját. A Magyar Közlöny főszerkesztőjévé nevezték ki; munkája kiterjedt a kiadás és terjesztés megszervezésére is. Ekkor került közelebbi ismeretségbe a földművelésügyi miniszterként tevékenykedő Nagy Imrével.
A Nemzeti Parasztpárt vezetőségi tagja. Visszatérve Budapestre, Erdei Ferenc biztatására határozottabb közéleti szerepet vállalt: a koalíciós pártok közös jelöltjeként az 1945. április 23-án megalakult Magyar Demokratikus Ifjúsági Szövetség (MADISZ) elnöke lett; ő vezette a magyar delegációt 1945 novemberében a Demokratikus Ifjúsági Világszövetség megalakítását célzó londoni konferencián. 1945. április 10-én a Magyar Írók Szövetsége főtitkárává választották. Szerkesztőbizottsági elnöke volt 1947-ig a MADISZ Valóság című folyóiratának, valamint a Képes Világnak. Nagyon hamar összetűzésbe kerül Révai Józseffel, a Magyar Kommunista Párt főideológusával, aki 1945 végén meg akarta akadályozni, hogy megjelentesse Bibó István A magyar demokrácia válsága című tanulmányát.
1947-ben a párizsi béketárgyalások idején a Centre d’Études Hongrois (Magyar Tanulmányok Központja) munkáját irányítja és az Új Magyarország tudósítójaként részt vett békeszerződés február 10-i aláírásán.
Amikor 1947 márciusában Keresztury Dezső vallás- és közoktatásügyi miniszter lemondani kényszerült, Kovács Imre a tisztségre a Parasztpárt képviseletében Szabó Zoltánt jelölte, aki vonakodott azt elfogadni. Október 1-jétől kinevezték a Károlyi Mihály vezette párizsi magyar követség kulturális titkárává, egyben 1948-ig ideiglenes UNESCO-képviselővé. Az általa készített jelentések nélkülözték a kor megkívánt sémáit; nemcsak stílusjegyeit viselték magukon, hanem kötetlen, olykor lezser szövegükkel különleges helyzetét is tükrözték. Azt is megengedhette magának, hogy egyenrangú vitapartnerként „jelentse” saját véleményét a külügyminiszternek.
A hazai politikai változásokat nehezen élte meg. 1948. november 5-e és 16-a között Rajk László hivatalos tárgyalásokra hazarendelte. Paul Éluard-nak szervezett kulturális programokat, melynek keretében megfordultak Egerben és Tardon is. Ez volt utolsó magyarországi útja, melynek során Rajk hosszan elbeszélgetett vele, s elvitte Rákosihoz is. Megegyeztek, hogy 1949 nyarán hazatér; azonban Szabónak ez már akkor sem állt szándékában – az ígéretet egyfajta haladéknak tekintette. Mindszenty perbe fogása után Károlyi iránti lojalitásból még maradt a követségen, de egy bizalmas levélben jelezte neki, hogy a történtek után felmondottnak tekinti állását, bár egyelőre marad egy „későbbi időpontig”, amikor távozásával már nem árthat újdonsült apósának. 1949. június elején szabadságot vett ki, hogy 5-én az Egyesült Királyságban tartózkodó családjához utazhasson. Ott érte Rajk letartóztatásának és Károlyi lemondásának híre. Ekkor hozta meg végleges döntését az emigrálásról, melyről június 7-i levelében tájékoztatta Károlyit, június 24-én pedig Kállai Gyula külügyminiszterhez intézett levelében felbontotta két évvel korábban kötött szerződését és lemondott valamennyi tisztségéről. Július 1-jén beadta politikai menedékjogért folyamodó kérelmét a brit belügyminisztériumhoz; egy ideig még Franciaország és az Egyesült Királyság között ingázott, majd 1951-ben végleg Londonba költözött.

## Emigrációban
1951 és 1974 között a Szabad Európa Rádió (SZER) angliai szerkesztőségének vezérpublicistája, éveken át vezette a BBC magyar adását, de megtartotta párizsi rádiós kapcsolatait is. Londoni lakása mindig nyitva állt az odalátogató magyar írók előtt.
Miatta vállalta barátja és szellemi társa, Cs. Szabó László, hogy 1951 nyarán Angliába menjen, és az Amerika Hangja helyett a BBC szerkesztőségét válassza. Együtt kezdeményezték, a tengeren túlra emigrált Borsody István bevonásával, a Látóhatár Baráti Társaság létrehozását, melynek célja a Látóhatár anyagi alapjainak megteremtése, ezzel pedig egy színvonalas nyomtatott folyóirat létrehozása volt a nyugati magyar szellemi élet felélénkítésére. A lap gyorsan népszerű lett, mivel rendszeresen közölte a SZER részére készült írásokat. Munkáit többnyire Kövesdi Kálmán, illetve Spectator írói álnéven publikálta.

### 1956-os tevékenysége
Az 1956-os forradalomban azokat a történelmi értékeket fedezte fel, amelyekért a háborút követő demokratikus kibontakozás során küzdött. Október 24-től december végéig a forradalmat értelmező napi rádiójelentéseket készített a menekültek beszámolói alapján a SZER részére. Írásaiban, kommentárjaiban nem hagyta elragadtatni magát, igyekezett tárgyilagos, kiegyensúlyozott maradni. Aforizmává vált az emigráció viselkedését jellemző tömör helyzetértékelése: „Budapesten vér folyik, odaát szó, itt tinta.”
Hazánk november 4-i szovjet megszállása után Arthur Koestlerrel együtt fordult Dzsaváharlál Nehru indiai elnökhöz. Ugyanezt a kapcsolatot használták fel barátja, Bibó István letartóztatása után is: az indiai vezetők szolidaritási állásfoglalása nagyban hozzájárult ahhoz, hogy a Bibó-per vádlottjai megmenekülhettek a halálos ítélettől. Ezt követően mindent megtett Bibó kiszabadítása, személyének és műveinek nyugati megismertetése érdekében.
Az angliai Save Hungary Committee segélyegyesület megbízásából 1956 decemberében az újonnan érkező menekültek részére Magyar Szó címmel szerkesztett hetilapot Londonban, azonban a lap szellemi irányultsága körüli viták miatt 1957 tavaszán lemondott a lap szerkesztéséről.

### A forradalom után
Részt vett az 1957. március 15–17-én Londonban összeült emigráns „Magyar Írók Kongresszusán”. Az ott megalakított Magyar Írók Szövetsége Külföldön vezetőségi tagja lett, Ignotus Pál elnök mellett a főtitkári teendőket látta el. E minőségében elvállalta a szervezet könyvkiadási, valamint lapja, a Magyar Könyves Céh megjelentetési programjának kidolgozását és az intéző szervekkel való elfogadtatását. Megjelentette Déry Tibor novelláit, Bibó tanulmányait, valamint a Kilenc költő című antológiát. Belső ellentétek, különösen Ignotussal való vitája miatt 1960 nyarán minden funkciójáról lemondott.
Az emigrációban átfogó jellegű, összegző művekkel már nem jelentkezett, de rendszeresen tartott ismeretterjesztő előadásokat franciául és angolul a magyar irodalom nevezetes alakjairól, antológiákat szerkesztett verses és prózai művekből, könyveket rendezett sajtó alá a magyar irodalomból és társadalomtudományból, idehaza elhallgattatott írók műveit is megjelentetve. Publikált a nyugat-európai emigráns magyar sajtóban; irodalmi és politikai esszéit, cikkeit, kritikáit és emlékezéseit a Látóhatár, az Új Látóhatár, a Nyugati Hírnök, az Irodalmi Újság, a Magyar Szó, a Szemle, a Külhoni Szövegtár, és a Magyar Füzetek jelentette meg.
Egyike a nyugat-európai emigráns „repülő egyetem” tanárainak. 1951-től rendszeres előadója volt a nyugati magyar egyetemi ifjúságot és a fiatal értelmiséget összefogó Hollandiai Mikes Kelemen Kör éves konferenciáinak, valamint 1960-tól a protestáns ifjúság és fiatal értelmiség szolgálatára alakult Európai Magyar Evangéliumi Ifjúsági Konferencia Szabadegyeteme, majd az abból kinövő Európai Protestáns Magyar Szabadegyetem (EPMSZ) által szervezett tanulmányi hetek rendezvényeinek. Ugyancsak gyakori meghívottja volt a németországi Magyar Főiskolai Hétnek és az ötvenhatos menekült fiatal értelmiségiek kezdeményezésére alapított londoni Szepsi Csombor Körnek. 
1974 június végén megvált a Szabad Európa Rádió szerkesztőségétől, nyugalomba vonult. 1976. augusztus 20-án megkapta a brit állampolgárságot.
1979-ben visszatért Franciaországba, és egy breton kisvárosban, Josselinben telepedett le. Bár mindvégig figyelemmel kísérte a magyarországi fejleményeket, soha nem látogatott haza. A megyeszékhely, Vannes kórházában hunyt el 72 éves korában. Josselinben helyezték örök nyugalomra.

## Magánélete
Háromszor nősült. Első feleségét, Nádas Erzsébet („Lil”) mozgásművészt 1936-ban vette el. Házasságukból egy fiú született: Ádám. 1948-ban békével váltak el. Második felesége Károlyi Judit, Károlyi Mihály lánya lett; 1948. augusztus 31-én kötöttek házasságot Párizsban. Házasságukból 1949 tavaszán született fiuk, Kristóf. Kapcsolatuk Judittal elhidegült, s egy idő után elváltak útjaik. 1966-ban összeismerkedett egy dél-amerikai magyar emigráns házaspár fiatal lányával, Szekeres Zsuzsával. 1969. szeptember 8-án kötött házasságukból – öt évvel az író halála előtt – született lányuk, Ágnes.

## Díjai
- Baumgarten-díj (1939)
- Kőrössy Flóra-jutalomdíj (1943)
- Bibó István-díj (Boston, 1980)
- Magyar Örökség díj (2012)

## Emlékezete
- 1989 januárjában az OSZK kézirattára kiállítást rendezett életének dokumentumaiból.
- 1998. szeptember 26-án Göncz Árpád avatta fel mellszobrát özvegye és lánya jelenlétében a tardi tájház udvarán.[35]
- 1998-ban emléktáblát avattak josselini lakóházán.[36]
- Nevét őrzi a Szabó Zoltán-emlékdíj.[37]
- A Magyar Írószövetség Szociográfiai Szakosztálya 2001-ben Szabó Zoltán-díjat alapított a publikációk számának élénkítésére az írói szociográfia műfajában, illetve az e területen alkotók életművének elismerésére.
- 2009-ben lánya, Agnès Szabó (Szabó Ágnes), a Párizsban élő film-hangmérnök diplomamunkaként készített egy 46 perces színes dokumentumfilmet édesapjáról Mon père s'appelle Zoltán (Apámat Zoltánnak hívták) címmel, előtalált fényképek, iratok, hangfelvételek, valamint a túlélők elbeszélései alapján.[38]
- 2011-ben emléktáblát avattak egykori budapesti lakhelyén.[39]

## Főbb művei
- Testvértüzek. A magyar cserkészszínpad antológiája; szerk. Tábori Pál, vál. Bethlen István, Szabó Zoltán; Pantheon, Bp., 1933
- Második nacionálé (szociográfia, Fiatal Magyarság, 1934. május, [85. p.])
- A fiatalság társadalomkutató munkája (Magyar Szemle, 1934. 6/3. sz., [231–239. p.])
- A tardi helyzet (szociográfia, Szolgálat és Írás sorozat, Cserépfalvi Könyvkiadó, Bp. 1936., 1937)
- A Vaskapun túl. Balkáni útikönyv („Élet” Szépirodalmi Folyóirat, Bp. 1937)
- Cifra nyomorúság A Cserhát, Mátra, Bükk földje és népe, szociográfia (Cserépfalvi Könyvkiadó, Bp. 1938)
- Két pogány közt (tanulmány, MEFHOSZ Könyvkiadó[40], Bp. 1939)
- Régi magyarok (tanulmánykötet, szerk. Sz. Z., MEFHOSZ Könyvkiadó, Bp. 1939)
- Összeomlás. Francia utinapló; Nyugat, Bp., 1940
- A szellemi honvédelem naptára (antológia, szerk. Sz. Z., saját kiadás, Bp. 1940)
- Szerelmes földrajz (lírai útirajz, Nyugat, Bp. 1942; Occidental Press, Washington, 1963., 1964., 1981; Szépirodalmi Könyvkiadó, Bp. 1988; Osiris Kiadó, Bp. 1999)
- Parasztok. Szabó Zoltán gyűjteménye a magyar irodalom terméséből; Cserépfalvi, Bp., 1942
- Angliai vázlatkönyv (Az Új Magyarország röpiratai sorozat, Új Magyar Könyvkiadó, Bp. 1946)
- Kilenc költő (András Sándor, Bán Györgyi, Bikich Gábor, Csokits János, Kibédi Varga Áron, Makkai Ádám, Máté Imre, Nyíri Éva, Tóth Z. László versei, szerk. Sz. Z., Magyar Könyves Céh, London, 1959)
- Harmadik út (Bibó István válogatott tanulmányai, szerk. Sz. Z., Magyar Könyves Céh, London, 1960)
- Variations. Collection miroir oblique; Grisière, Paris, 1970
- Ősök és társak (esszék, tanulmányok, Czigány Lóránt gondozásában, Európai Protestáns Magyar Szabadegyetem, Bern, 1984)
- A tardi helyzet – Cifra nyomorúság (fakszimile) (Akadémiai Kiadó–Kossuth Kiadó–Magvető Könyvkiadó, Bp. 1986)
- Nyugati levelek. Tudósítás a párizsi béketárgyalásokról (cikkek, sajtó alá rend. Kenedi János, ABC Független Kiadó, Bp. 1985; Irodalmi Újság Sorozata (I.U.S.), Párizs, 1987. ISSN 0290-4632)
- Terepfelverés (esszék, tanulmányok, Czigány Lóránt gondozásában, Európai Protestáns Magyar Szabadegyetem, Bern, 1987, ISSN 0238-5422)
- Küszöbről. A magyar forradalom Angliában (cikkek, napi kommentárok 1956. október 24-től december 28-ig, sajtó alá rend. Kenedi János, Magyar Füzetek, Párizs–Atlantic Research and Publications Inc., Highland Lakes (NJ, USA), 1988. ISBN 0929322002)
- Hazugság nélkül I-III. (Szabó Zoltán összegyűjtött munkái sorozat, sajtó alá rend. Kenedi János, Héttorony Könyvkiadó, Bp. 1992. ISBN 9637855157)
- Szellemi honvédelem I-II. (1939-44 folyamán a Magyar Nemzetben közölt publicisztika, szerk. Kenedi János, sajtó alá rend. András Sándor, Occidental Press, Washington, 1988; Szabó Zoltán összegyűjtött munkái sorozat, Héttorony Kiadó, Bp. 1994. ISBN 9637855548)
- Diaszpóranemzet (hátrahagyott tanulmányok, jegyzetek, sajtó alá rend. András Sándor, Osiris Kiadó, Bp. 1999. ISBN 9633794315)
- Ablakok Erdélyre; összegyűjt., vál. Tasnádi Gábor; Pallas-Akadémia, Csíkszereda, 2000 (Bibliotheca Transsylvanica)
- L'effondrement. Journal de Paris à Nice (Összeomlás, franciára fordította Járfás Ágnes) (Exils Editeur, Paris, 27 novembre 2002. ISBN 2912969352)
- A magyarság Európában Európa a magyarságban (Magyar Néző sorozat, Kortárs Könyvkiadó, Bp. 2002. ISBN 9639297577)
- 1956: Korszakváltás (Szabó Zoltán összegyűjtött munkái sorozat, sajtó alá rend. Kenedi János, Osiris Kiadó, Bp. 2006. ISBN 9633898684)
- Nyugati vártán I-II. (összegyűjtött írások az emigrációból, szerk. András Sándor, Osiris Kiadó, Bp. 2011. ISBN 9789632762142)
- Amerikai jegyzetek; szöveggond., jegyz., utószó András Sándor; Kortárs, Bp., 2012 (Kortárs próza) ISBN 9789639985353
- Összeomlás. Francia útinapló; szöveggond., jegyz. A. Szabó Magda, utószó Tokaji Nagy Erzsébet; Kortárs, Bp., 2020. ISBN 9789634350637